# František Schramm
František Schramm (2. dubna 1910 Hrušov nad Odrou – 10. října 2000?) byl slovenský dirigent a hudební skladatel českého původu.

## Život
Po maturitě na reálce v Moravské Ostravě studoval na konzervatoři v Brně a na Hudební a dramatické akademii v Bratislavě. Byl sborovým zpěvákem v bratislavské katedrály svatého Martina a později správcem Hudební školy v Novém Mestě nad Váhom.
Od roku 1939 byl šéfem orchestru Slovenského ľudového divadla v Nitře a založil a řídil orchestr v Trenčianských Teplicích.

## Dílo
Komponoval chrámové skladby (např. Panus Angelicus pro soprán, varhany a violoncello), ale i populární písně a operety:
- Žltá orchidea (1940)
- Strieborné krídla (1941, Nitra)
- On a jeho cisár a další